# سیاه (نت)
نت سیاه یا نت یک چهارم (به انگلیسی: Quarter note)و به 

نت های سیاه با پرچمهای بالا و پایین

(به بریتانیایی: crotchet) نتی است که از لحاظ کشش زمانی برابر با یک چهارم نت گرد است.